# John Ashburnham
John Ashburnham (1603 — 15 de junho de 1671) foi um cortesão, diplomata e político inglês, que ocupou uma cadeira na Câmara dos Comuns em vários momentos entre 1640 e 1667. Apoiou a causa realista na Guerra civil inglesa e foi um acompanhante do rei.

## Juventude
Ashburnham era o filho mais velho de Sir John Ashburnham e de Elizabeth, filha de Sir Thomas Beaumont. Seu pai foi um indivíduo inútil e morreu em 1620, mas sua mãe tinha relações com Lady Villiers, mãe de Jorge Villiers, 1.° Duque de Buckingham. Sob o patrocínio dos Buckingham, Ashburnham  tornou-se uma pessoa bem conhecida do rei Carlos I, que o chamava de Jack Ashburnham em suas cartas. Em 1628 Ashburnham tornou-se Groom of the Chamber.
Ashburnham tornou-se rico e emprestou dinheiro ao rei: em 1638 a multa aplicada  pela Câmara estrelada a Walter Long, 1º Baronete e seu irmão, foi destinada para pagar Ashburnham. No ano seguinte, um mandado sob o selo privado lhe permitiu recuperar sua propriedade ancestral de Ashburnham. Participou como membro do Parlamento por Hastings, do Parlamento Longo em 1640. Como um partidário do rei, começou a ausentar-se, e foi processado por desacato (6 de maio de 1642). O rei escreveu uma carta para a Câmara dos Comuns em sua defesa, mas a Câmara manteve a sua decisão anterior em obediência a seus membros. Ashburnham era "dispensável e incapaz" (5 de fevereiro de 1643), e sua propriedade foi confiscada (14 de setembro).

## Guerra Civil
Ashburnham foi um partidário fiel e acompanhante de Carlos I na Primeira guerra civil inglesa, e se tornou o tesoureiro e o financiador do exército do rei. Seu nome aparece em sete negociações de paz. Foi um dos comissários no Tratado de Uxbridge (1644), e um dos quatro nomeados para apresentar as propostas do rei perante o Parlamento (dezembro de 1645). Quando Thomas Fairfax se preparava para sitiar Oxford, e Carlos decidiu abandonar a cidade, Ashburnham e Michael Hudson foram os únicos acompanhantes do rei em sua viagem em 1646 para o acampamento escocês. Hudson foi libertado, enquanto Ashburnham recebeu ordens expressas do rei para fugir antes da confirmação da ordem de mandá-lo para Londres como um "delinquente". Inicialmente e foi para a Holanda, e depois para Paris, onde ficou sob a proteção da rainha Henriqueta Maria.
Em 1647 o exército mantinha o rei em custódia em Holdenby House, e permitia-lhe escolher seus servos. Ashburnham retomou para o seu mestre em Hampton Court, onde Carlos estava em constante aflição, com medo de ser assassinado. Por sugestão de Ashburnham ele fez uma proposta aos comissários escoceses para realizar uma viagem urgente a Londres e tratar pessoalmente com o Parlamento sobre sua atual situação. Mas o acordo não deu certo. Carlos ficou, então, impaciente para ir embora, e pediu a Ashburnham e a seus outros confidentes, John Berkeley e William Legge, que sugerissem algum outro lugar onde ele pudesse se hospedar. Ashburnham mencionou a casa de Sir John Oglander, na Ilha de Wight, como um lugar onde o rei pudesse se esconder. O plano era para sondar o governador da ilha, o coronel Robert Hammond. Se Hammond não fosse confiável, o fugitivo Carlos poderia secretamente embarcar para a França. Por fim, Berkeley revelou o esconderijo do rei a Hammond. Carlos recusou a oferta desesperada de Ashburnham de assassinar Hammond, e mais uma vez retornou à condição de prisioneiro.

## Comunidade da Inglaterra

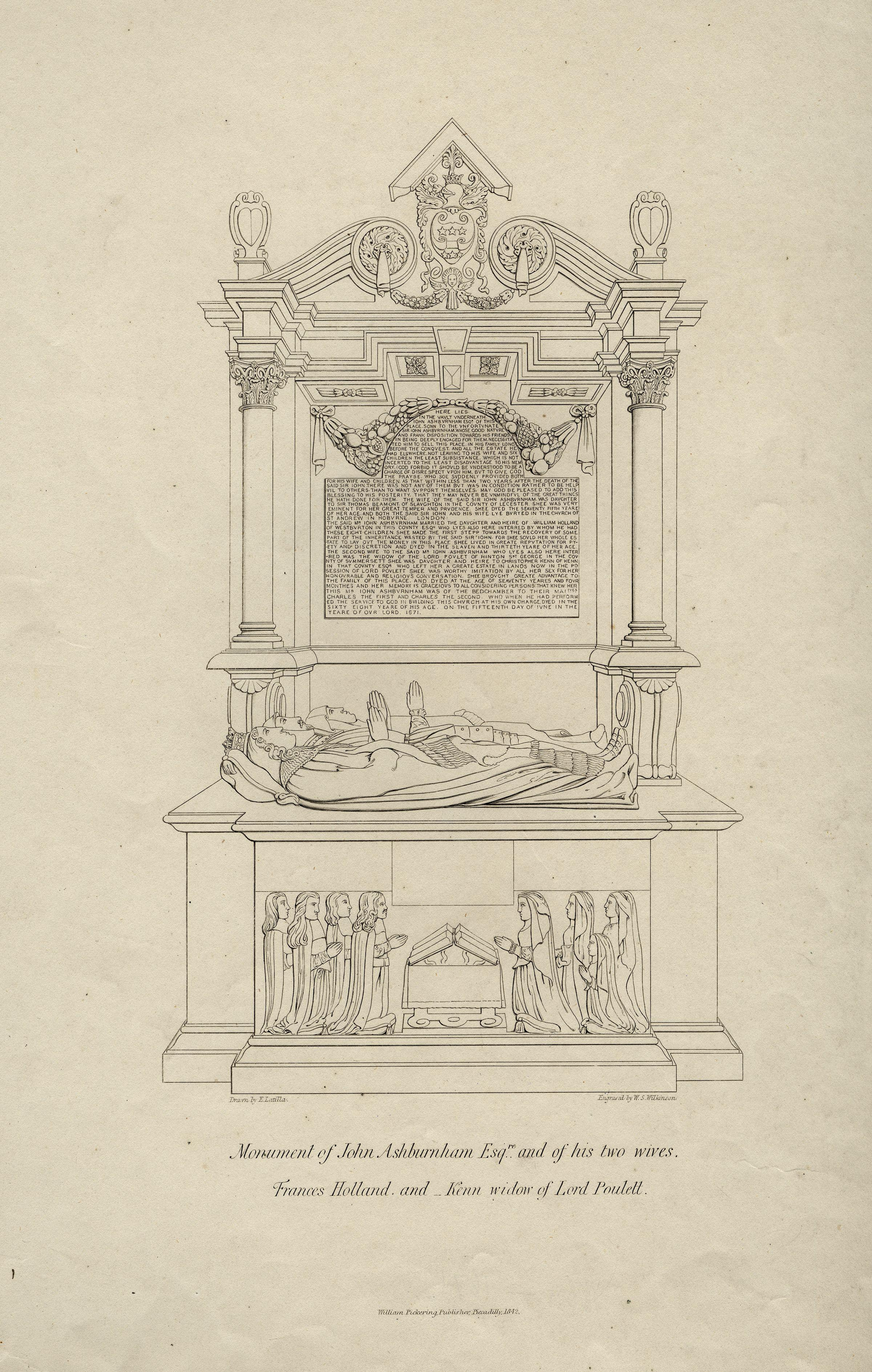
Monumento a John Ashburnham e suas duas esposas

Posteriormente, as autoridades da Comunidade detiveram Ashburnham em Torre de Londres e por três vezes o baniram para as Ilhas do Canal. Ashburnham foi separado de seu mestre Carlos por ordem do Parlamento, 1 de janeiro de 1648, ficou preso no Castelo de Windsor (em maio), e quando a Segunda guerra civil inglesa eclodiu foi substituído por William Masham. Foi proibido de acompanhar o rei durante as negociações do Tratado de Newport (em agosto), e seu nome foi  incluído entre os "delinquentes" que não seriam perdoados (13 de outubro). Era constantemente ofendido. Adquiriu uma propriedade em razão de seu segundo casamento com a viúva Poulett (1649), e Carlos II deu-lhe permissão para permanecer na Inglaterra, a fim de preservá-la. Contudo, os realistas suspeitavam de sua fidelidade e (março de 1650), em uma cerimônia de homenagem ao rei perguntaram se poderiam confiar nele. Ashburnham foi processado por dívidas contraídas pelo falecido Carlos I e foi obrigado a se desfazer da metade de seus bens. Durante três anos foi convocado por comitês para falar sobre quem havia emprestado dinheiro para o rei durante as guerras civis. Seus três banimentos para o Castelo Cornet, em Guernsey,  foram em decorrência de seus empréstimos em dinheiro para o rei.

## Restauração de 1660
Após a Restauração,  Ashburnham serviu Carlos II como diplomata; e foi membro do Parlamento por Sussex de 1661 a 1667, no Parlamento Cavalier. Em setembro de 1661, foi nomeado chefe de uma comissão para investigar os abusos nos correios. Sua casa em Chiswick, com o seu conteúdo, foi comprada pelo rei para o Duque de Monmouth, de quem (janeiro de 1665) foi nomeado um dos seus guardiões. Seus empréstimos a Carlos I foram pagos com concessão de arrendamentos da Coroa. Ele e seu irmão William Ashburnham foram sócios em uma empresa para revitalizar a produção de tapeçaria em Mortlake (março e abril  de 1667).

## Família
A filha de Ashburnham, Elizabeth casou com Hugh Smith, 1º Baronete de Long Ashton.  Seu neto, John, recebeu o título de Barão de Ashburnham em 1689, e seu bisneto o de Conde de Ashburnham, um título que se tornou extinto em 1924.